# Праг за влизане
Във финансовата и икономическа теория, по-специално теория на конкуренцията, под праг за влизане се разбира минимума от финансови ресурси, законови изисквания (лицензи, разрешителни) и други предварителни условия, които една фирма е длъжна да изпълни, за да започне дадена стопанска дейност.